# 白浜駅
白浜駅（しらはまえき）は、和歌山県西牟婁郡白浜町堅田にある、西日本旅客鉄道（JR西日本）紀勢本線（きのくに線）の駅である。事務管コードは▲622064。

## 概要

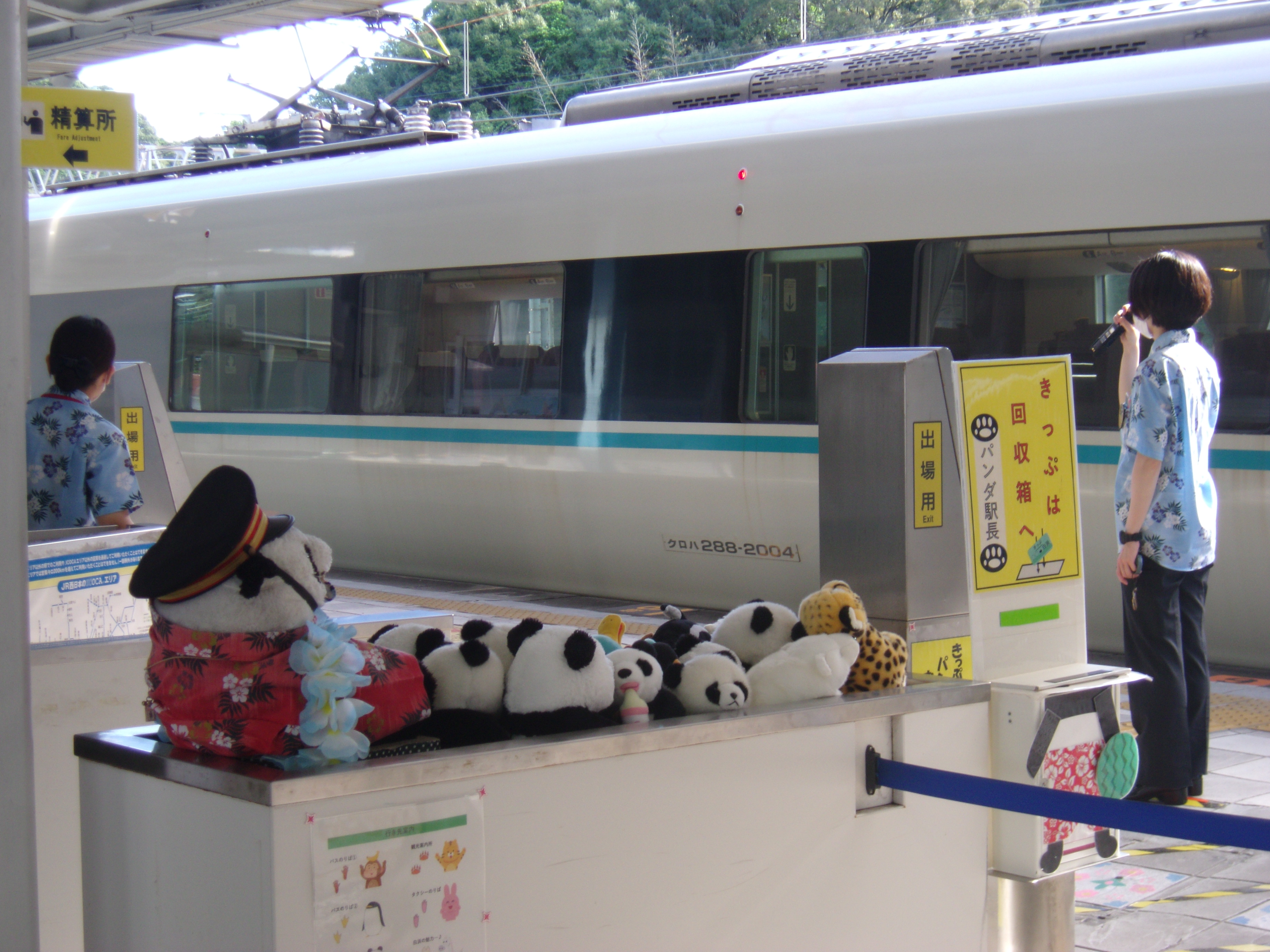
アロハシャツ姿の駅員(2022年9月)

日本三古湯のひとつである白浜温泉の玄関口。特急「くろしお」の全列車が停車し、さらにそのうちおよそ半数が当駅で新大阪・京都方面へ折り返す。
コンコース・待合室・こ線橋など駅構内は、社員による季節ごとの装飾を施している。このほか、白浜町内の白良浜が、アメリカ合衆国ハワイ州のワイキキビーチと友好姉妹浜提携をしていることもあり、1984年から夏季（6月1日 - 8月31日）には白浜町の観光業界全体での取り組みとして、駅係員・駅レンタカー社員・キヨスク店員がアロハシャツを着用するなどの試みが実施されており、北陸新幹線・IRいしかわ鉄道線加賀温泉駅と姉妹駅提携がされている。

## 歴史
1933年（昭和8年）12月、国有鉄道紀勢西線の紀伊田辺駅から紀伊富田駅までの開通と共に紀勢西線の白浜口駅（しらはまぐちえき）として開業し、1965年（昭和40年）3月1日に現在の駅名に改称された。この日には同線の紀伊椿駅（現・椿駅）および紀伊湯浅駅（現・湯浅駅）、阪和線の金岡駅（現・堺市駅）がそれぞれ改称されている。

### 年表
- 1933年（昭和8年）12月20日：国鉄紀勢西線の白浜口駅（しらはまぐちえき）として開業[1][4]。
- 1959年（昭和34年）7月15日：現在の紀勢本線が全通、紀勢本線所属となる[1]。
- 1961年（昭和36年）1月15日：貨物の取り扱いを廃止[4]。
- 1965年（昭和40年）3月1日：白浜駅に改称[4]。
- 1971年（昭和46年）10月26日：第26回国民体育大会に出席するために来県した天皇、皇后が乗車するお召し列車が白浜駅 - 天王寺駅間で運行[5]。
- 1985年（昭和60年）
  - 3月14日：荷物扱い廃止[4]。
  - 10月1日：現在の駅舎に改築[6]。
- 1987年（昭和62年）4月1日：国鉄分割民営化に伴い西日本旅客鉄道（JR西日本）の駅となる[1][4]。
- 2009年（平成21年）7月15日：紀勢本線全通50周年記念として亀山駅 - 当駅間でキハ85系による臨時快速列車を運転。なおキハ85系が紀伊勝浦駅 - 当駅間で運転されることは初めてであり、当駅にて紀勢本線全通50周年記念臨時快速キハ85系、くろしお15号381系、オーシャンアロー22号283系が一堂に並べられた。
- 2012年（平成24年）6月1日：地区駅長制度導入により管理駅から外れ、地区駅長が配置される[7]。
- 2016年（平成28年）12月17日：ICカード「ICOCA」の利用が可能となる[8]。ICカード専用簡易改札機で対応。

## 駅構造
地上駅。単式ホーム1面1線と島式ホーム1面2線に加えて、単式ホームの朝来駅側に切欠きの0番のりばが設けられ、合わせて2面4線の構造となる。跨線橋にはエスカレーターが設置されており新宮側に1番と2番・3番をつなぐ車いす専用スロープがある（専用通路の利用は駅係員の介助が必要）。
以前は切欠きホーム部分が1番のりば・単式ホーム本線部分が2番のりば、島式ホームに3番・4番のりばといった番号の割り振りがされていたが、旅客に混乱を招く事態がしばしば起きたことから、2008年3月15日のダイヤ改正で、切欠き部分の呼称が0番のりばに変更された。またそれに伴って以前の2番・3番・4番のりばが、それぞれ1番・2番・3番のりばとなった他、ホームがゆるやかなカーブ状であるので列車入線時は係員が乗客の安全確保と万一の転落事故防止のため、到着・出発監視を行っている。
単式ホームに接して建てられた駅舎は1984年（昭和59年）10月に改築・竣工したもので、鉄骨造一部二階建てで延床面積は550m2。国鉄天王寺管理局が2億円をかけて建設した。駅舎内には待合所の他にキヨスク、有料の携帯電話自動充電器や観光案内所もある。直営駅、みどりの窓口設置駅。発売窓口1ヶ所、改札内に精算用の窓口1ヶ所、自動券売機が2台、ICカード専用簡易改札機がそれぞれ設置されているが、自動改札機は設置されていない。トイレは、設置されている。
かつては、白浜町内の旅館・ホテルの宿泊手配などの旅行業のほか、アドベンチャーワールド・白浜エネルギーランド入園券および明光バスフリー乗車券の発売受託も行っていたが、現在は駅レンタカー・レンタサイクル業務のみ行っている。
自動体外式除細動器 (AED) が設置されている。「こども110番の駅」にも指定されている。
直営駅であり、紀伊田辺駅（管理駅）傘下の地区駅として地区駅長が配置されている。かつては管理駅でありながら、被管理駅を持たない単独駅であった。しかし、旧新宮鉄道部の管轄エリア見直しにより2008年11月1日付で紀伊富田・椿・紀伊日置・周参見の各駅が当駅の管轄になった。その後管轄駅エリアの再見直しにより2012年6月1日付けをもって紀伊田辺駅の管理エリアと統合された。隣接する駅には無人駅が多数点在することから、単独駅時代から新宮方面への列車が遅れた場合は無人駅である紀伊富田・椿・紀伊日置・周参見・見老津・江住の各駅へ運行状況の一斉放送なども行っているほか、和歌山方面への列車が当駅を延発した場合は紀伊田辺駅へ連絡し接続列車の出発を遅らせる措置をとっている。

### のりば
| のりば | 路線       | 行先                                 | 備考                   |
| ------ | ---------- | ------------------------------------ | ---------------------- |
| 0      | きのくに線 | 紀伊田辺・和歌山・天王寺・新大阪方面 | 一部の当駅始発特急のみ |
| 1      | きのくに線 | 紀伊田辺・和歌山・天王寺・新大阪方面 | 一部3番のりば          |
| 1      | きのくに線 | 串本・紀伊勝浦・新宮方面             |                        |
| 2      | きのくに線 | 串本・紀伊勝浦・新宮方面             |                        |
| 3      | きのくに線 | 紀伊田辺・和歌山・天王寺・新大阪方面 |                        |

上表の路線名は旅客案内上の名称（愛称）で表記している。なお、以下を含め特記なき場合は定期運転の列車について記述する。
- 0番のりばは串本側が行き止まりになった切欠きホームであるため、和歌山方面へ折り返す特急の一部のみが発着する。3番のりばも基本的に和歌山方面への折り返し特急専用として使われているが、1番のりばからの始発特急も設定されている。また、新宮方面のみ当駅で特急に追い抜かれる普通列車が1日1本設定されている。
- 新宮方面から和歌山方面へ向かう列車（特急含む）はすべて1番のりばを使用する。一方、和歌山方面から新宮方面への列車（特急含む）は、時間帯によって1番のりば・2番のりばの双方から発車し、行違いの有無はあまり関係ない。
- ホームの先の新宮方には引上線があり、特急列車の増解結車両や臨時列車が待機することがある。ただし、夜間滞泊は設定されていない。当駅と紀伊田辺駅の間で回送列車が運行されている。

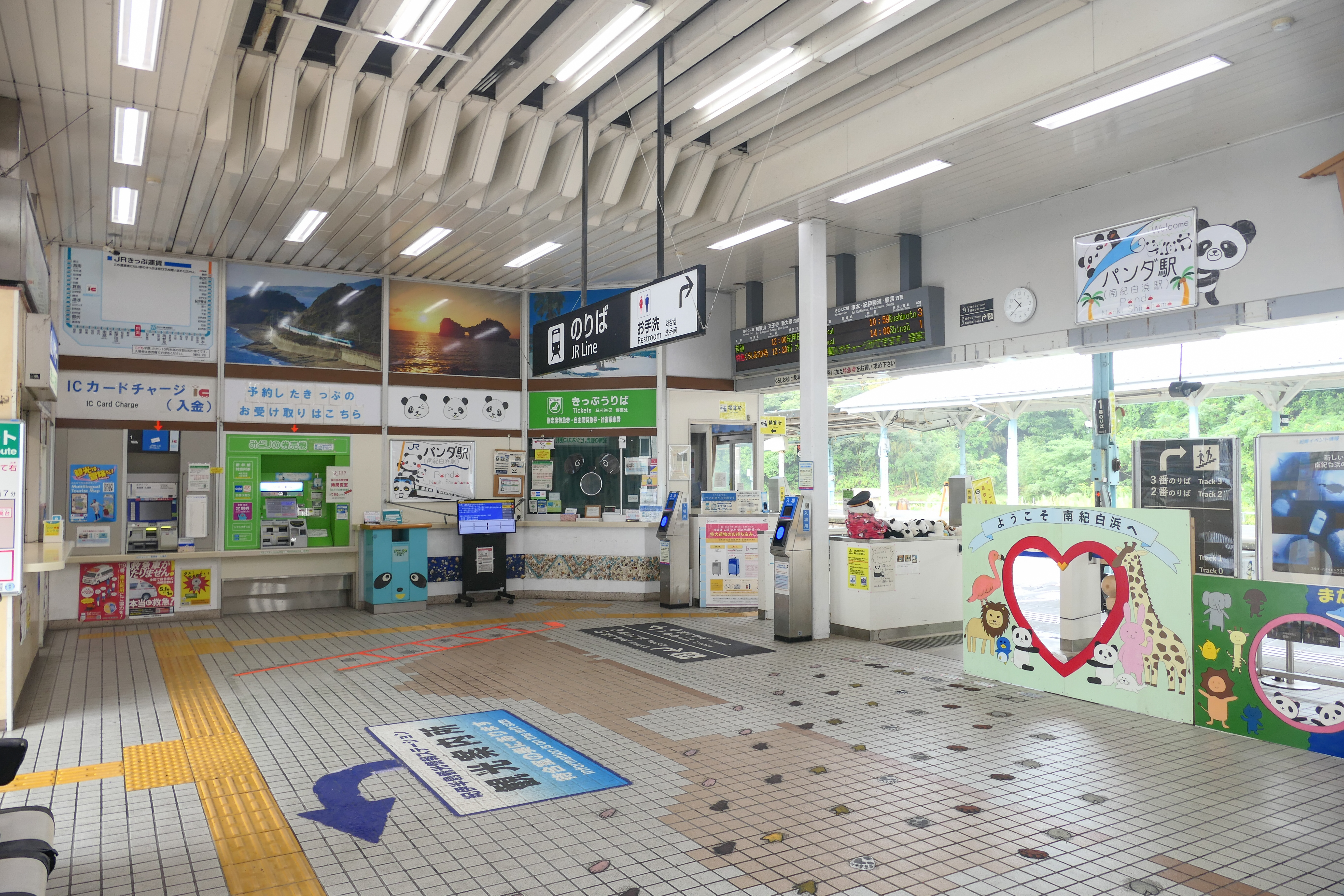
改札口（2023年9月）
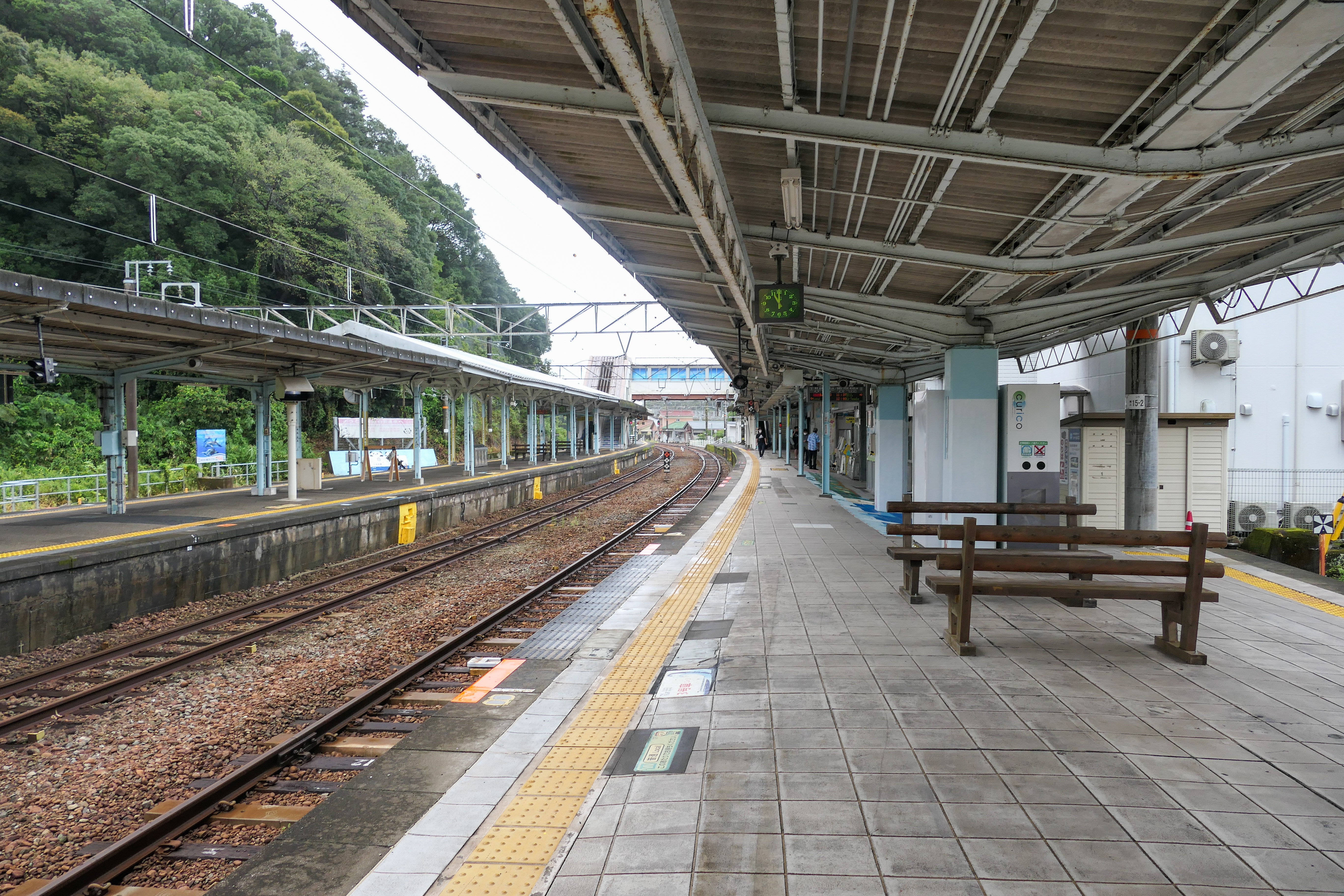
ホーム（2023年9月）

## 利用状況
近年の1日平均乗車人員は以下の通り。
| 年度   | 1日平均 乗車人員 |
| ------ | ---------------- |
| 1998年 | 1,345            |
| 1999年 | 1,313            |
| 2000年 | 1,245            |
| 2001年 | 1,191            |
| 2002年 | 1,066            |
| 2003年 | 1,070            |
| 2004年 | 959              |
| 2005年 | 901              |
| 2006年 | 897              |
| 2007年 | 906              |
| 2008年 | 900              |
| 2009年 | 843              |
| 2010年 | 850              |
| 2011年 | 792              |
| 2012年 | 764              |
| 2013年 | 759              |
| 2014年 | 742              |
| 2015年 | 800              |
| 2016年 | 726              |
| 2017年 | 744              |
| 2018年 | 775              |
| 2019年 | 709              |
| 2020年 | 380              |
| 2021年 | 430              |
| 2022年 | 707              |

## 駅周辺
白浜町の市街地からは約5kmほど離れており、駅の周辺には土産物屋などが若干あるのみとなるが、白浜温泉への玄関口ともなっている。駅前からは白浜温泉・アドベンチャーワールド・南紀白浜空港・紀伊田辺駅・南和歌山医療センター・椿温泉・紀伊日置駅などへのアクセスとして明光バスが路線バスを運行している。また、駅敷地には各社タクシー会社の乗り場や、送迎用車両の無料駐車スペースも設けられている。

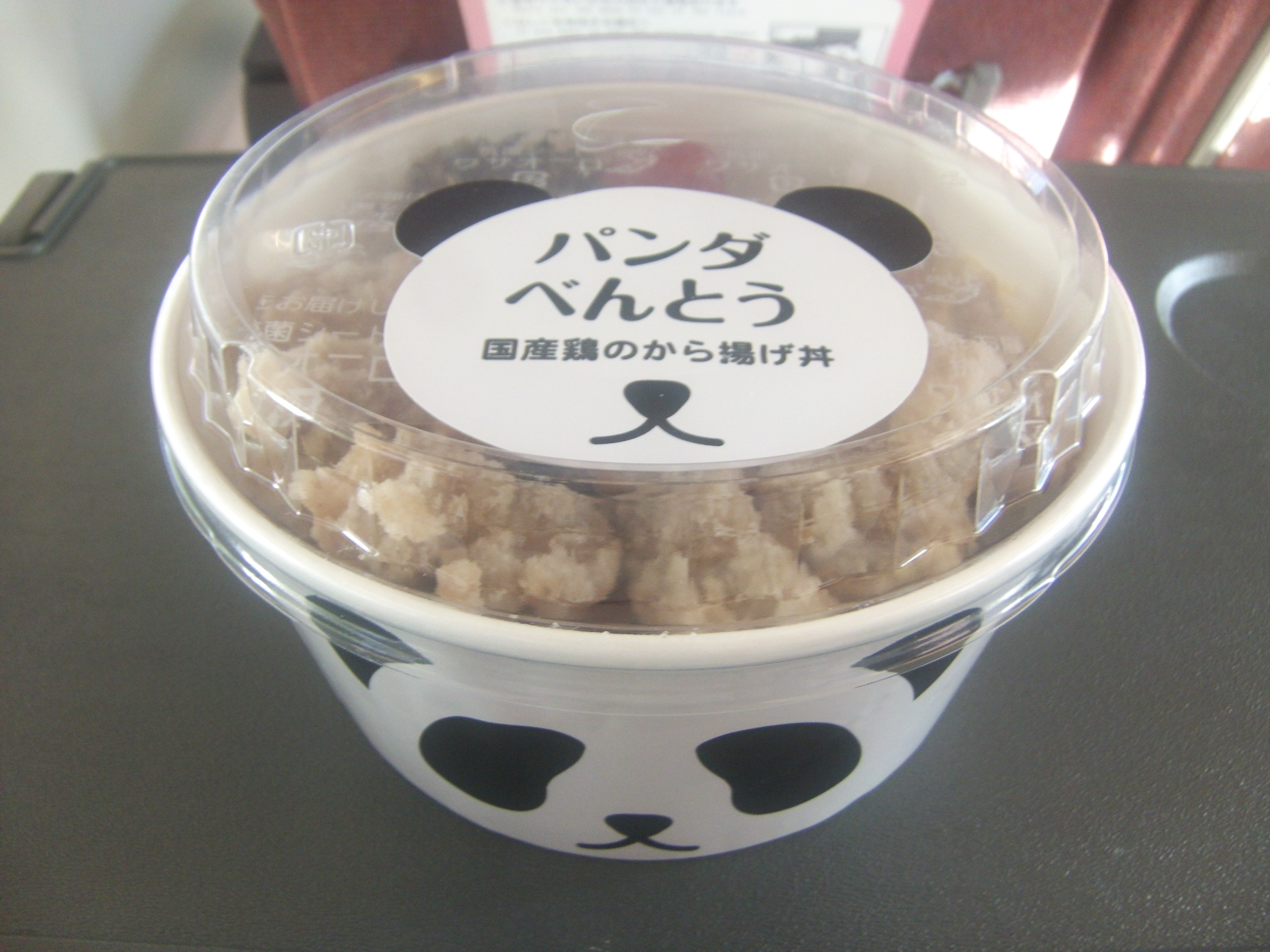
アドベンチャーワールドとコラボしたパンダ弁当（駅弁）、駅売店にて販売

駅の南西には、中国以外では世界最多の7頭のジャイアントパンダを飼育していたことなどで知られる動物園・遊園地複合型施設であるアドベンチャーワールドと、南紀白浜空港(羽田空港への定期便が一日3便)があり、まっすぐ西へ行くと白浜温泉の温泉街がある。また、駅の周辺にはゴルフ場が点在している。堅田漁業協同組合が経営する「とれとれ市場南紀白浜」は、地元で水揚げされた魚などを売る観光のための市場である。
駅入口には、ジャイアントパンダのオブジェと「ようこそ白浜温泉へ」と書かれた暖簾がある。
- 白浜駅前郵便局
- 和歌山県警察白浜警察署
- 和歌山県警察白浜警察署白浜駅前駐在所
- 南紀白浜空港

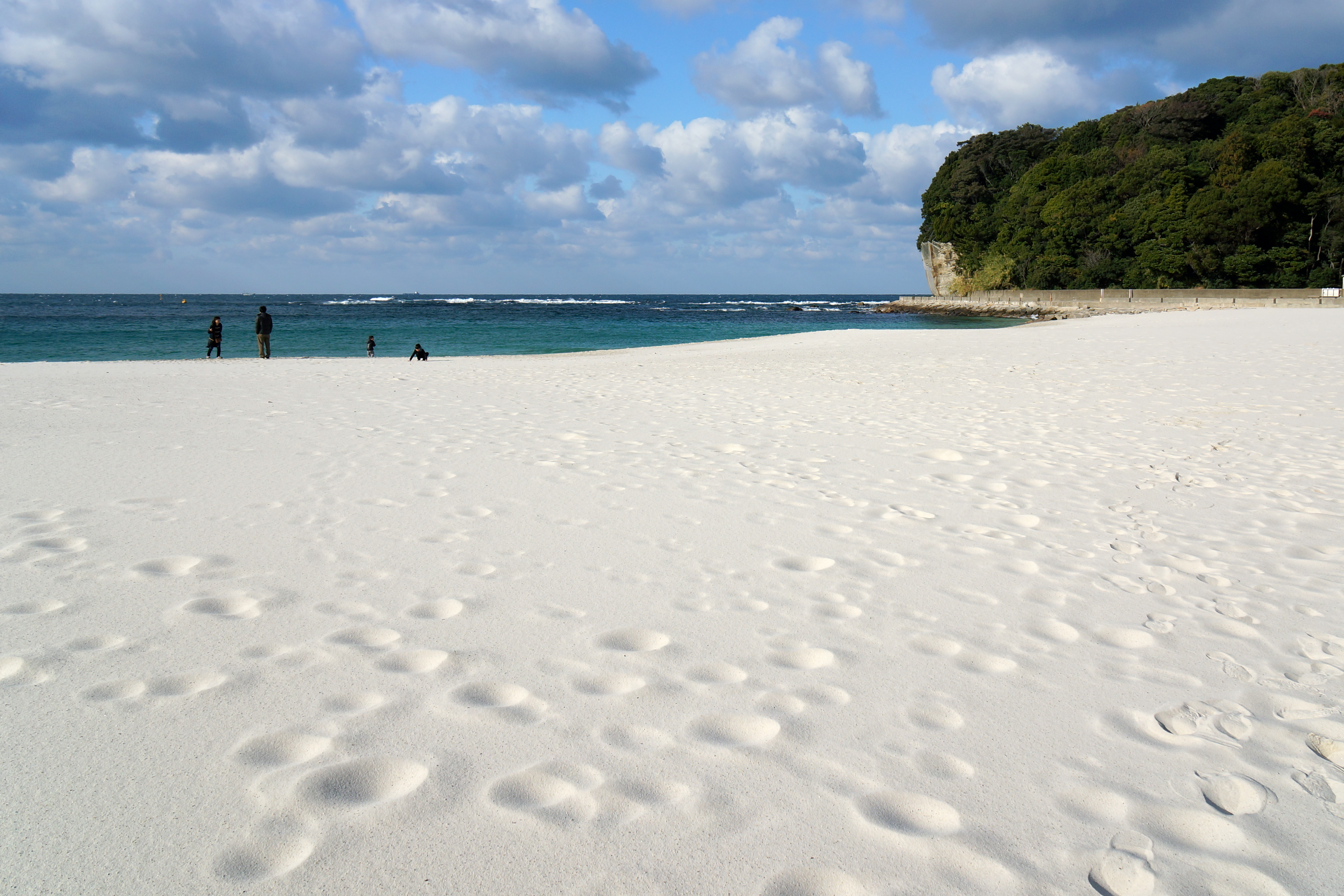
白良浜
- 白浜温泉
- 円月島
- 千畳敷
- 三段壁
- 南方熊楠記念館
- 京都大学白浜水族館
- アドベンチャーワールド
- 白浜エネルギーランド
- 白浜ゴルフ倶楽部
- さつきゴルフセンター
- とれとれ市場南紀白浜
- オークワ 白浜堅田店
- コーナンホームストック白浜店
- トヨタレンタカー白浜駅前店
- 白浜町立白浜中学校
- 白浜町立白浜第一小学校
- 白浜町立白浜第二小学校
- 紀州博物館
- 白浜民族温泉資料館
- 紀伊・要害山城（堅田城）跡

- 白良浜

## その他
- 2022年3月31日まで、往復特急利用や当駅発着となる特別企画乗車券の利用で天王寺方面の往復の場合は、隣接する「白浜町営駐車場」の利用が48時間以内に限り無料となる「パークアンドライド」を実施していた（当駅にて購入に限り他の駅や旅行会社での購入は除く）。なお、駐車スペースは10台分用意されていた。
- 2011年3月12日よりこれまで使用されていた列車接近自動放送が更新され、自動放送と列車接近メロディによるものに変わった。

## 隣の駅
※特急「くろしお」の隣の停車駅は、くろしお (列車)を参照。
西日本旅客鉄道（JR西日本）
 きのくに線（紀勢本線）
紀伊富田駅 - 白浜駅 - 朝来駅